# S-Bahn Reno-Meno
O S-Bahn Reno-Meno é o sistema ferroviário suburbano da área do Reno-Meno, cuja rede linear é alinhada radial a Frankfurt. Hoje os caminhos S-Bahn são operados pela Deutsche Bahn Regio e pertence à RMV.

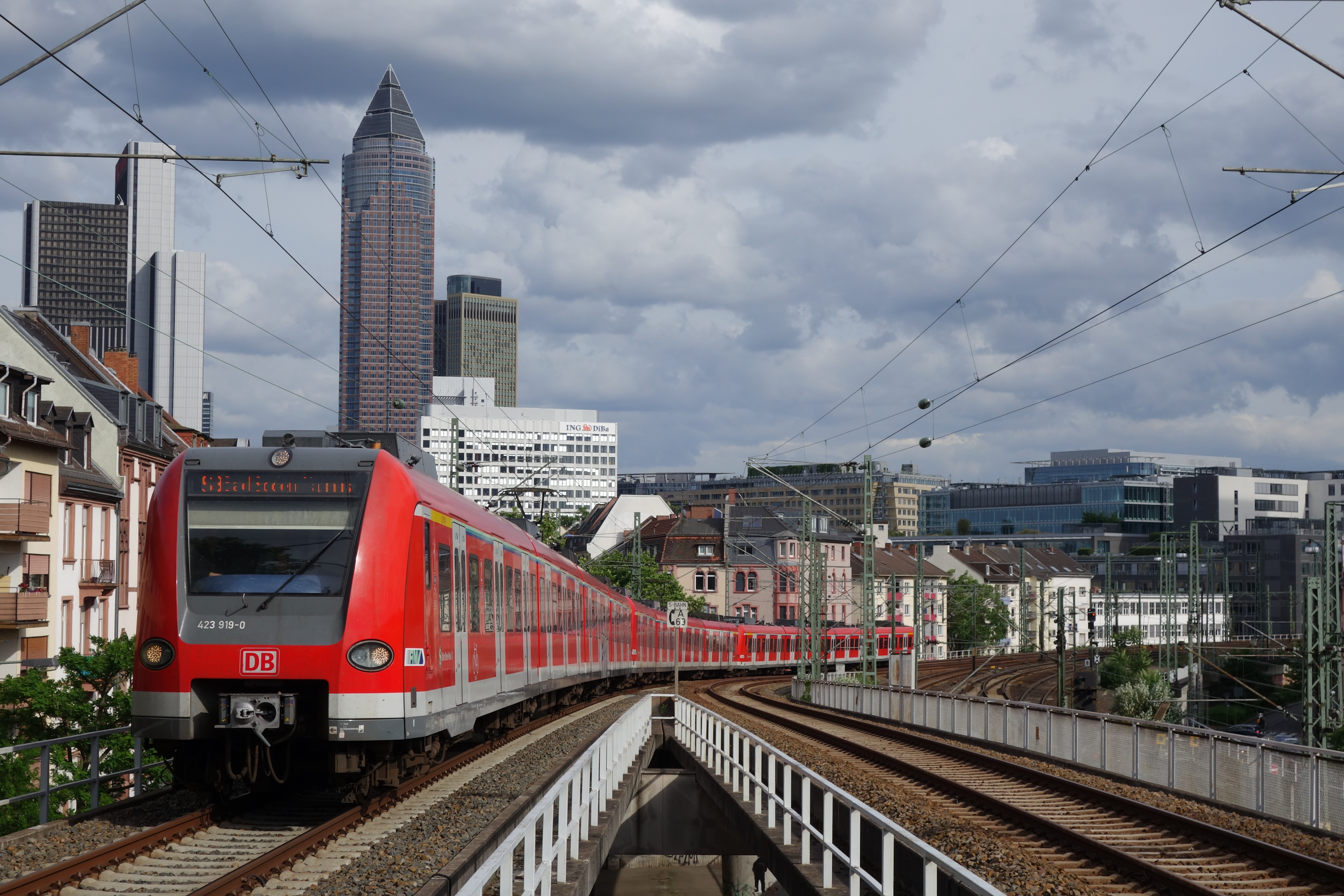
S-Bahn reno-Meno com um comboio de Classe Deutsche Bahn 423.